# 방역급수부
방역급수부(일본어: 防疫給水部 보에키 큐스이부[*], 영어: Epidemic Prevention and Water Purification Department)는 일본 제국 육군이 질병에 대응하기 위한 의무 연구와 정수를 위해 창설한 부대였다. 실제로는 대부분 인체 실험을 통해 화학무기와 생물무기를 생산하였다.
731부대장 이시이 시로가 설계한 여과기가 각 부대에 설치된 정수시설이나 급수차량에 쓰였다.

## 조직

### 만주
만주에 있던 부대는 핑팡에 주둔하던 관동군 방역급수대인 "제659부대" 예하 부대였으며, 위장명칭으로 "満州 만주[*]"가 앞에 붙었다.
- 731부대/방역급수부 본부 - 헤이룽장성 하얼빈
- 100부대/군마방역창 - 창춘
- 643부대/무단강 지부
- 162부대/린커우구 지부
- 673부대/쓴우현 지부
- 543부대/하이라얼 지부
- 319부대/다롄 지부
- 516부대/기술부 화학병기반 - 哈爾巴嶺 치치하얼(둔화시 남동쪽 45km)

### 지나/동남아
- "甲 고[*]" 1855부대/북지나 방면군 방역급수부 - 베이징[3]
- "栄 에이[*]" 1644부대/중지나 방면군 방역급수부 - 난징[4][5]
- "波 나미[*]" 8604부대/남지나 방면군 방역급수부 - 광저우[6]
- "岡 오카[*]" 9420부대/남방군 방역급수부 - 싱가포르[7]

### 불명
- 제200부대 - 만주
- 제80/2646부대 - 하이라얼
- 제773부대 - 송고

## 같이 보기
- 일본의 대량살상무기
- 일본의 전쟁 범죄

## 참고
1. ↑  “在満兵備充実ニ関スル意見” (일본어). 1936년 4월 23일. 관동군 참모총장 이타가키 세이시로가 우메즈 요시지로 대장에게 보낸 문서. "「其三、在満部隊ノ新設及増強改編」の項目第二十三には「関東軍防疫部の新設増強予定計画の如く昭和十一年度に於いて急性伝染病の防疫対策実施および流行する不明疾患其他特種の調査研究 ならびに細菌戦準備の為関東軍防疫部を新設す 又在満部隊の増加等に伴い昭和十三年度の以降其一部を拡充す関東軍防疫部の駐屯地は哈爾賓附近とす"
2. ↑  関亮 (1997). 《軍医サンよもやま物語―軍医診療アラカルト》. 光人社〈光人社NF文庫〉.
3. ↑  Harris 2003, 487쪽.
4. ↑  Gold 2004, 75쪽.
5. ↑  Harris 2003, 484쪽.
6. ↑  Harris 2003, 477쪽.
7. ↑  Harris 2003, 481-482쪽.

- Harris, Sheldon H. (2003). 〈Japanese Biomedical Experimentation During the World War II Era〉. 《Military Medical Ethics》 (PDF) 2판. 미국 육군청, 의무감실. 2016년 3월 4일에 원본 문서 (PDF)에서 보존된 문서. 2016년 6월 25일에 확인함.
- Gold, Hal (2004). 《Unit 731 Testimony》 (영어). Tuttle Publishing. ISBN 978-0-8048-3565-7.